# Lac Cameron
Lac Cameron är en sjö i Kanada.   Den ligger i regionen Laurentides och provinsen Québec, i den sydöstra delen av landet, 100 km nordost om huvudstaden Ottawa. Lac Cameron ligger 220 meter över havet. Arean är 3,6 kvadratkilometer. Den sträcker sig 3,6 kilometer i nord-sydlig riktning, och 2,6 kilometer i öst-västlig riktning.
I omgivningarna runt Lac Cameron växer i huvudsak blandskog. Runt Lac Cameron är det mycket glesbefolkat, med 6 invånare per kvadratkilometer.